# PostNord Sverige
PostNord Sverige (dawniej Posten AB) – operator pocztowy oferujący usługi pocztowe w Szwecji, z siedzibą w mieście Solna.